# Coupe de France 2025 (wielrennen)
De Coupe de France kende in 2025 zijn 34e editie. Het is een regelmatigheidscriterium in Frankrijk. Het seizoen werd traditioneel geopend met de GP La Marseillaise. 
In totaal werden er achttien wedstrijden verreden. Ten opzichte van het vorige jaar werd de wedstrijd Classic Loire Atlantique van de kalender verwijderd. Toegevoegd aan de kalender zijn de Ronde van de Jura en de Mont Ventoux Dénivelé Challenge, die in 2023 ook al deel uitmaakte van dit criterium. De Ronde van de Jura is voor het eerst onderdeel van dit criterium.
Titelverdediger van dit criterium was Benoît Cosnefroy, hij was de eerste Normandiër die dit criterium op zijn naam schreef.

## Resultaten
| Datum        | Wedstrijd                                     | Winnaar                         | Ploeg                           | Klassementsleider |
| ------------ | --------------------------------------------- | ------------------------------- | ------------------------------- | ----------------- |
| 2 februari   | GP La Marseillaise (uitslag)                  | Valentin Ferron                 | Cofidis                         | Valentin Ferron   |
| 20 maart     | GP Denain (uitslag)                           | Matthew Brennan                 | Team Visma-Lease a Bike         | Matthew Brennan   |
| 23 maart     | Cholet-Pays de la Loire (uitslag)             | Lukáš Kubiš                     | Unibet Tietema Rockets          | Lukáš Kubiš       |
| 30 maart     | La Roue Tourangelle (uitslag)                 | Erlend Blikra                   | Uno-X Mobility                  | Erlend Blikra     |
| 4 april      | Route Adélie de Vitré (uitslag)               | Stian Fredheim                  | Uno-X Mobility                  | Stian Fredheim    |
| 18 april     | Classic Grand Besançon Doubs (uitslag)        | Guillaume Martin                | Groupama-FDJ                    | Stian Fredheim    |
| 19 april     | Ronde van de Jura (uitslag)                   | Guillaume Martin                | Groupama-FDJ                    | Guillaume Martin  |
| 20 april     | Ronde van de Doubs (uitslag)                  | Mattéo Vercher                  | Team TotalEnergies              | Guillaume Martin  |
| 8 mei        | Boucles de l'Aulne (uitslag)                  | Lewis Askey                     | Groupama-FDJ                    | Guillaume Martin  |
| 9 mei        | Ronde van de Finistère (uitslag)              | Aubin Sparfel                   | Decathlon AG2R La Mondiale Team | Guillaume Martin  |
| 10 mei       | Grand Prix du Morbihan (uitslag)              | Benoît Cosnefroy                | Decathlon AG2R La Mondiale Team | Guillaume Martin  |
| 11 mei       | Tro Bro Léon (uitslag)                        | Bastien Tronchon                | Decathlon AG2R La Mondiale Team | Clément Venturini |
| 26 mei       | Mercan’Tour Classic Alpes-Maritimes (uitslag) | Cristián Rodríguez              | Arkéa-B&B Hotels                | Clément Venturini |
| 17 juni      | Mont Ventoux Dénivelé Challenge               | Mont Ventoux Dénivelé Challenge | Mont Ventoux Dénivelé Challenge | Clément Venturini |
| 17 augustus  | Polynormande (uitslag)                        | Nicolas Prodhomme               | Decathlon AG2R La Mondiale Team | Clément Venturini |
| 14 september | Grote Prijs van Fourmies (uitslag)            |                                 |                                 |                   |
| 21 september | GP d'Isbergues (uitslag)                      |                                 |                                 |                   |
| 11 oktober   | Ronde van de Vendée (uitslag)                 |                                 |                                 |                   |